# Bethel-Mt. Gomery
Bethel-Mt. Gomery es una localidad de Trinidad y Tobago, que forma parte de la parroquia de St. Andrew.

## Geografía
La localidad abarca parte de la isla de Tobago y limita al norte con Orange Hill (localidad perteneciente a la parroquia de St. Patrick), al sur y este con Carnbee-Patience Hill y al oeste con Bethlehem y Bethel (ambas localidades pertenecientes a la parroquia de St. Patrick).

## Demografía
Datos demográficos de la localidad de Bethel-Mt. Gomery:
| Gráfica de evolución demográfica de Bethel-Mt. Gomery entre 2000 y 2011 |
|                                                                         |